# Anna Piotrowna (1757–1759)
Anna Piotrowna (ur. 20 grudnia 1757, zm. 16 marca 1759) – wielka księżna rosyjska z dynastii Holstein-Gottorp-Romanow, córka Piotra III i Katarzyny II Wielkiej.

## Życiorys
Anna urodziła się 9 grudnia 1757 r. jako córka ówczesnego następcy tronu Rosji, wielkiego księcia Piotra i jego żony Katarzyny. Ze strony ojca była prawnuczką cara Piotra I Wielkiego. Jej starszym bratem był Paweł, przyszły cesarz Rosji.
Istnieją spekulacje, zgodnie z którymi Anna miała urodzić się z romansu jej matki z polskim arystokratą, Stanisławem Augustem Poniatowskim. Poniatowski przybył do Petersburga w 1755 r. jako prywatny sekretarz brytyjskiego ambasadora, Charlesa Hanbury’ego Williamsa. Po paru miesiącach zaczął się romans wielkiej księżnej i Stanisława. W lipcu 1756 r. został odesłany do Polski na polecenie polskiego dworu królewskiego. Pół roku później powrócił do dwór w Petersburgu jako przedstawiciel elektora saskiego i króla Polski Augusta III.
Wiosną 1757 r. Katarzyna była w ciąży. Na wieść o ciąży żony wielki książę wyraził zdziwienie, jednak nie przystał na propozycję Katarzyny w postaci złożenia przysięgi, jakoby nie współżyli ze sobą. Piotr zamierzał oddać tę sprawę pod obrady Tajnej Kancelarii, jednak ostatecznie nie zdecydował się na to.
Poród przebiegł sprawnie, a dziewczynkę nazwano na cześć siostry cesarzowej Elżbiety a matki Piotra, zmarłej w 1728 r. Anny. Katarzynie odmówiono prawa wyboru imienia dla córki. Tuż po chrzcinach Anny jej rodzice otrzymali po 60 tysięcy rubli.
Przy chrzcie 28 grudnia 1757 roku i mianowaniu na wielką księżną została odznaczona Orderem Świętej Katarzyny 1 stopnia.
Anna została odebrana Katarzynie tuż po narodzinach; przebywała w pokoju dziecięcym przy apartamentach cesarzowej.  Nie była przedmiotem zainteresowania ani ojca, ani matki, a także domniemanego biologicznego ojca Stanisława Poniatowskiego. Była chorowita od urodzenia. Zmarła w 1759 r. W jej pogrzebie uczestniczyła cesarzowa Elżbieta i Katarzyna, jednakże wielka księżna przemilczała tę śmierć w swoich pamiętnikach.
Michaił Łomonosow z okazji narodzin Anny Piotrowny skomponował odę dedykowaną cesarzowej Elżbiecie.